# C/2011 L4 (PANSTARRS)
C/2011 L4 (PANSTARRS) – kometa nieokresowa, odkryta w czerwcu 2011 r., widoczna gołym okiem w pobliżu peryhelium w marcu 2013. Kometa została odkryta za pomocą teleskopu programu Pan-STARRS, znajdującego się w pobliżu szczytu Haleakalā, na wyspie Maui na Hawajach.

## Historia obserwacji

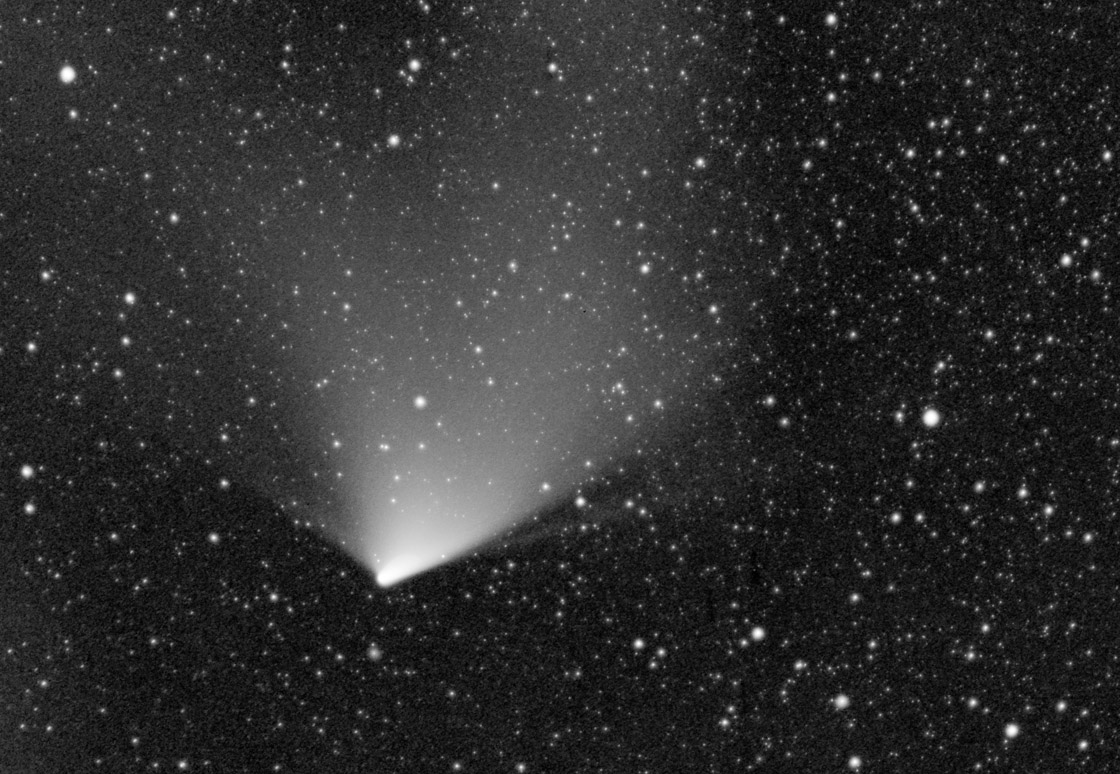
Rozległy warkocz pyłowy komety widziany z Rosji, 24 marca 2013

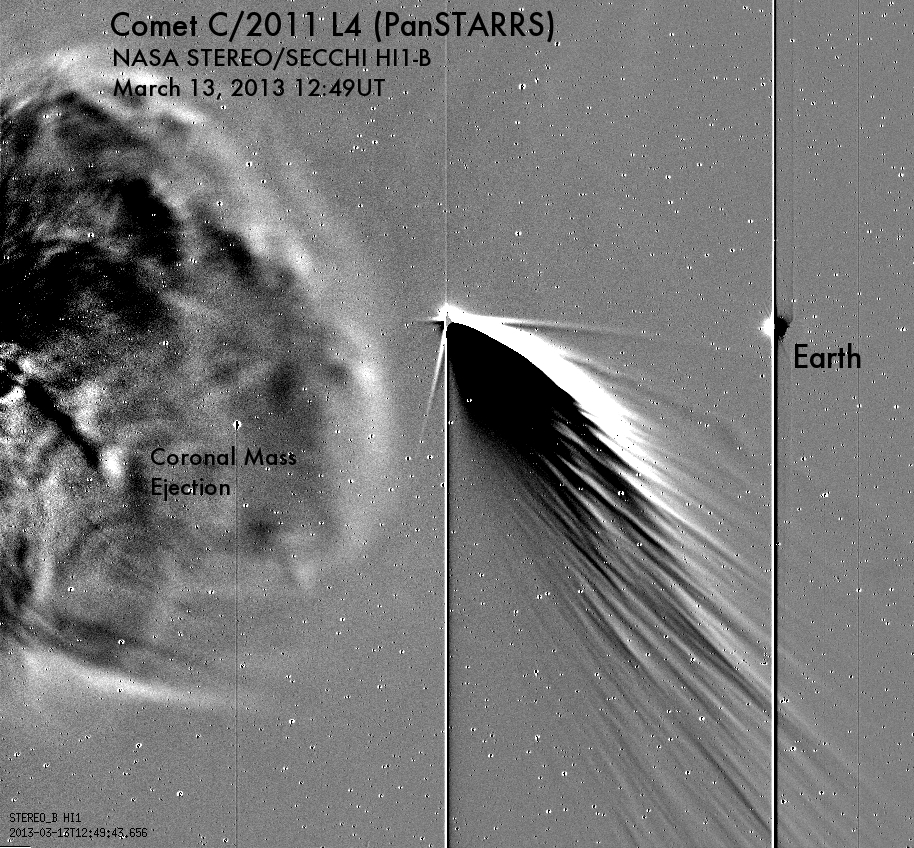
Zdjęcie komety tuż po przejściu przez peryhelium z sondy STEREO B, z widocznym koronalnym wyrzutem masy (po lewej) i Ziemią (po prawej)

W chwili odkrycia w czerwcu 2011 roku kometa C/2011 L4 miała widomą wielkość gwiazdową 19m. Na początku maja 2012 roku kometa pojaśniała do 13,5m i mogła być dostrzeżona przy użyciu dużego teleskopu amatorskiego. W październiku 2012 roku oszacowano średnicę komy C/2011 L4 na około 120 000 km. Kometę można było zaobserwować gołym okiem od 7 lutego 2013 r., przy wielkości gwiazdowej ok. 6. Kometa PANSTARRS zaczęła być widoczna z obu półkul w pierwszych tygodniach marca, przejście w pobliżu Ziemi nastąpiło 5 marca 2013 r., w odległości 1,10 j.a. od naszej planety. Przejście przez peryhelium nastąpiło w dniu 10 marca 2013.
Kometa porusza się po orbicie o mimośrodzie większym niż 1, a zatem hiperbolicznej. Jej przybycie z obłoku Oorta prawdopodobnie trwało miliony lat. Po przejściu przez peryhelium i opuszczeniu regionu planet Układu Słonecznego, kometa oddali się znacznie i szacuje się, że może powrócić za około 110 000 lat.

## Jasność komety
Pierwotne oszacowania sugerowały, że kometa może osiągnąć obserwowaną wielkość gwiazdową 0m (podobną do Wegi lub alfa Centauri A). Z oszacowań z października 2012 roku wynikało, że kometa może rozjaśnić się do wielkości -4m (prawie jak Wenus). W styczniu 2013 zauważono spowolnienie wzrostu jasności, sugerujące, że kometa osiągnie wielkość co najwyżej +1m. Badanie zmian jasności komety wykazało, że już wcześniej nastąpiło spowolnienie wzrostu jasności, gdy obiekt ten był 3,6 j.a. od Słońca, mając jasność 7,1m; podobne zjawisko występuje także m.in. dla Komety Halleya. W lutym krzywa blasku wykazywała dalsze spowolnienie wzrostu jasności, co wskazywało, że w peryhelium osiągnie jasność około 2m. Kometa jednak po przejściu przez peryhelium znacznie pojaśniała i osiągnęła wielkość gwiazdową około 0m.